# Hao Shuai (Leichtathletin)
Hao Shuai (chinesisch 郝帅; * 19. Juli 1987) ist eine ehemalige chinesische Leichtathletin, die sich auf den Hammerwurf spezialisiert hat.

## Sportliche Laufbahn
Erste internationale Erfahrungen sammelte Hao Shuai im Jahr 2006, als sie bei den Juniorenweltmeisterschaften in Peking mit einer Weite von 64,26 m die Bronzemedaille im Hammerwurf gewann. Im Jahr darauf startete sie bei den Weltmeisterschaften in Osaka und schied dort mit 59,09 m in der Qualifikationsrunde aus und 2009 gewann sie bei den Asienmeisterschaften in Guangzhou mit 65,87 m die Silbermedaille hinter ihrer Landsfrau Zhang Wenxiu. 2011 gewann sie dann bei der Sommer-Universiade in Shenzhen mit 69,37 m die Bronzemedaille hinter der Ungarin Éva Orbán und Bianca Ghelber aus Rumänien. Im September 2013 bestritt sie ihren letzten offiziellen Wettkampf und beendete daraufhin ihre aktive sportliche Karriere im Alter von 26 Jahren.